# Jo Van Decraen
Jo Van Decraen (24 april 1982) is een Belgisch voormalig volleyballer.

## Levensloop
Van Decraen is afkomstig uit Lommel, alwaar hij in zijn jeugd actief was bij Lovoc. Vervolgens verdedigde hij de kleuren van VC Genk,  VTI Hasselt en VC Averbode.
Hierop aansluitend kwam hij uit voor VC Maaseik. Met deze club werd hij viermaal landskampioen (2008, 2009, 2011 en 2012) en won hij even vaak de Beker van België (2008, 2009, 2010 en 2012). Ook bereikte hij eenmaal de finale (2008) en eenmaal de halve finale (2010) van de CEV Cup en won hij driemaal de Supercup (2008, 2009 en 2011). In april 2011 liep hij een schouderblessure op met een dubbele operatie tot gevolg.
Vervolgens ging hij aan de slag bij Soleco Herk-de-Stad Omwille van zijn schouderblessure moest hij evenwel zijn spelerscarrière beëindigen. In januari 2013 ging Van Decraen bij deze ploeg aan de slag als coach in opvolging van Guy Hoeybergs. Het daaropvolgende seizoen ging hij aan de slag als assistent-coach bij Maaseik, een functie die hij uitoefende tot september 2013.
Daarnaast was hij actief bij het Belgisch volleybalteam, waarmee hij onder meer deelnam aan het Europees kampioenschap van 2007.